# An Honest Liar
Pour plus de détails, voir Fiche technique et Distribution.
An Honest Liar est un film documentaire de 2014, produit et dirigé par Justin Weinstein et Tyler Measom, écrit par Weinstein, Greg O'Toole et Measom et produit par Left Turn Films, Pure Mutt Productions et Part2 Filmworks et distribué par Abramoram. Le film retrace la vie de James Randi, un ex-magicien, roi de l'évasion et éducateur sceptique. Il documente en particulier les recherches qui lui ont permis dénoncer des voyants, guérisseurs religieux, et arnaqueurs. Le film se concentre également sur les liens de Randi avec José Alvarez, son partenaire depuis 30 ans, dont il a été découvert à l'époque du tournage qu'il vivait sous une fausse identité, soulevant ainsi la question « Randi était-il imposteur, ou dupe ? ». Le film a été projeté à plusieurs Festivals en 2014, notamment le Festival de Tribeca, Hot Docs et AFI Docs, où il a remporté le prix du public du meilleur long métrage. Il a été publié en février 2015.

## Synopsis
An Honest Liar raconte la jeunesse de James Randi en tant que réfugié de Toronto lié au carnaval, qui s'est consacré très tôt à l'apprentissage de chaque tour joué par Harry Houdini, et même à améliorer certains d'entre eux. Dans l'un de ses exploits en tant qu'artiste d'évasion, Randi se libère d'une camisole de force tout en étant suspendu la tête en bas par ses chevilles au-dessus des chutes du Niagara.
Son âge et les préoccupations liées au danger de sa profession et à son état de santé l'ont amené à prendre sa retraite et à rechercher une nouvelle carrière. Sa nouvelle vocation en tant qu’enquêteur et challenger de pseudo-science et de prétentions paranormales on fait de lui un incontournable de la culture pop dans les années 1970. Il a notamment mis à jour la duperie qui se cache derrière les guérisseurs religieux, les médiums et autres escrocs qui exploitent le public. Randi devient un invité récurrent dans The Tonight Show Starring Johnny Carson et fait des apparitions dans des émissions télévisées telles que  Happy Days et dans Billion Dollar Babies en 1973 de l'artiste de musique rock Alice Cooper, où Randi décapite Cooper à la fin de chaque représentation.
Le film met en lumière les investigations ciblés et débunk les plus remarquables sur lesquelles Randi s'est penché. L'un est un mentaliste Uri Geller, qui a effectué des exploits psi sur le circuit du talk-show, par exemple en pliant une cuillère avec un minimum de contact et en devinant le contenu d'enveloppes scellées et d'autres objets. Randi a travaillé en étroite collaboration avec le personnel de The Tonight Show Starring Johnny Carson avant l'apparition de Geller dans cette émission en 1973, qui avait publiquement affirmé à l'époque que ses actes avaient été accomplis avec une habileté psychique réelle, et non des tours de magie. Randi a demandé au personnel de The Tonight Show de réaliser un contrôle rigoureux sur les matériaux que Geller utilisera durant son apparition pour empêcher toute arnaque ou toute tricherie de sa part. En conséquence, Geller n’a accomplie aucun des exploits qu’il accomplissait régulièrement dans d’autres émissions télévisées. Un autre exemple est celui d’un guérisseur par la foi Peter Popoff, qui, lors de ses réunions de réveil (en), utilisé des informations personnelles sur les personnes présentes dans l'auditoire, telles que leurs noms, adresses et maladies, qu'il disait recevoir de Dieu. Randi a découvert que la véritable source de cette information était une radio à l'oreille de Popoff avec laquelle il recevait des informations de sa femme. Une autre entreprise dans laquelle Randi s'est embarqué est la réalisation d’un canular sur le public australien dans lequel un jeune homme a déclaré à la télévision australienne de canaliser l'esprit d'un ancien voyant. Cet homme était en réalité le partenaire de Randi, l'artiste José Alvarez. Dans une autre, Randi avait deux confédérés, le mentaliste Steve Shaw et l'acteur Michael Edwards, incarnant des mentalistes, pour leur canular appelé Projet Alpha, dans une étude de l’université Washington de Saint-Louis qui avait confirmé à tort que Geller était un véritable médium.
Le film détaille également la relation de longue date de Randi avec Alvarez, sa décision de faire son coming out publique à 81 ans et la découverte, au moment du tournage, que Alvarez vivais sous une fausse identité ce qui a conduit à des ramifications juridiques pour le couple.

## Distribution
- James Randi - Un Illusionniste et artiste de l'évasion à la retraite, devenu un sceptique scientifique actif[3],[4] connu pour ses discours publics sur les guérisseurs religieux, les voyants et d'autres promoteurs de Pseudo-science et de Paranormal[5]. Le film se concentre sur sa vie en tant qu'enquêteur et sur ses relations avec son petit ami de longue date, José Alvarez.
- Alice Cooper - Un chanteur/compositeur de rock[6] qui a engagé le magicien James Randi pour concevoir et coordonner les effets de sa tournée de 1973 Billion Dollar Babies. Randi est également apparu dans le spectacle en tant que l'exécuteur, et finirait chaque spectacle en décapitant Cooper[7].
- Bill Nye – éducateur scientifique et animateur de télévision, connu pour être l'animateur de l'émission scientifique pour enfants de Disney/PBS Bill Nye The Science Guy.
- Adam Savage - Designer industriel et le concepteur d'effets spéciaux, connu comme l’un des co-animateurs des séries télévisées MythBusters et Unchained Reaction de Discovery Channel[8].
- Penn et Teller – Illusionnistes américain et artistes.
- Michael Shermer - Écrivain scientifique, historien des sciences, fondateur de la Skeptics Society et rédacteur en chef de son magazine Skeptic[9].
- Deyvi Peña (Alias José Alvarez) - Artiste de performance qui se faisait passer pour médium connue sous le nom de "Carlos" à la télévision australienne, pour un canular organisé par Randi. Il était aussi le compagnon de Randi depuis 25 ans. Les deux hommes se sont mariés en 2013. Après une action en justice alléguant un vol d'identité, le véritable nom de "José Alvarez" a été révélé être Deyvi Peña[10].
- Richard Wiseman - Professeur de compréhension publique de la psychologie à Université du Hertfordshire au Royaume-Uni.
- Jamy Ian Swiss (en) - Illusionniste de Close-up qui travaille principalement avec des cartes.
- Ray Hyman (en) - Professeur émérite de psychologie à l 'Université de l'Oregon à Eugene (Oregon)[11],et une critique reconnu de la Parapsychologie[12].
- Steve Shaw - Mentaliste connu sous le nom de scène Banachek[10], qui s'est fait passer pour un médium dans un projet de recherche paranormal à l'Université Washington de Saint-Louis.
- Michael Edwards - Acteur ayant posé en tant que médium dans un projet de recherche sur le paranormal à l'Université Washington à St. Louis[10].
- Uri Geller - Israélien illusionniste, personnalité de la télévision et médium autoproclamé, connu pour ses représentations télévisées de torsion de cuillères et autres effets psychiques supposés. Geller n'a pas réussi à exécuter ses exploits sous des conditions contrôlées lors d'une apparition en 1973 The Tonight Show Starring Johnny Carson, après que Randi ait supervisé le personnel de ce programme sur le traitement approprié des matériaux utilisés dans l'exécution pour empêcher toute triche.

## Production
En 2012, les producteurs Tyler Measom et Justin Weinstein ont rendu visite chez James Randi en Floride pour exprimer leur intérêt à tourner un documentaire sur sa vie. Pour lui illustrer leur bonne foi, ils lui ont remis des copies de leurs précédents documentaires. Randi commente: « Quand j'ai vu la production qu'ils avaient fabriqué, je me suis dit : Ce sont les gars. Ce sont les gars à qui je pense que je peux faire confiance avec mon histoire ». Le film a été financé en partie par le biais d'une campagne Kickstarter, qui s'est achevée avec succès le 15 février 2013, obtenant 246 989 $ USD de 3 096 partisans, soit 98 989 $ de plus que son objectif de 148 000 $. Le film est produit avoir Left Turn Films, Pure Mutt Productions et Part2 Filmworks par Tyler Measom et Justin Weinstein, qui est également le réalisateur, et écrit par Weinstein, Measom et Greg O'Toole. Toole a également édité le film. La musique du film est produite par Joel Goodman. Il est distribué par Abramorama.

## Réception et sortie

### Sortie
An Honest Liar a été projeté au Festival du film de Tribeca en avril 2014. Il a ensuite été projeté les 1er et 3 mai 2014 au festival du film Hot Docs. Il a également été projeté au Festival AFI Docs en juin 2014 à Silver Spring, Maryland et Washington, DC, où il a remporté le prix du public pour le meilleur long métrage. Il est sorti en salle le 6 mars 2015.
Le 2 novembre 2014, BBC Four a diffusé le film en tant qu'épisode de la série documentaire Storyville (en), sous le nom : Exposed: Magicians, Psychics and Frauds.

### Accueil critique
Le film obtient un score de 97 % sur le site Web Rotten Tomatoes, basé sur 34 critiques avec une critique Consensuelle : « Un documentaire réfléchi et étonnamment stratifié animé par son sujet, An Honest Liar est un hommage mérité à une vie fascinante ». Geoff Pevere, commentant le film pour The Globe and Mail , a donné au film trois sur quatre étoiles, le qualifiant de « justement séducteur », bien qu'il se soit demandé si les méthodes utilisées par Randi dans le cas du canular australien étaient une forme de tromperie douteuse.
David Rooney, passant en revue le film pour The Hollywood Reporter, a jugé le film « intrigant », mais a estimé que la transition entre les enquêtes de Randi et les révélations concernant Alvarez étaient trop abruptes et que les conclusions manquaient de cohérence, et résume le film comme « un acte de magie irrésistible qui perd de son sens dans le grand final lorsque le voile est soulevé ». Le film était un Critics' Pick du New York Times, pour lequel la critique Jeannette Catsoulis a qualifié le film de « portrait joyeux et jovial, avec une fin plus sombre ». Catsoulis a également trouvé le développement des problèmes juridiques de Randi et Alvarez « émouvant ».
Richard Roeper de Chicago Sun-Times a attribué au film la note B en louant le style de direction Weinstein et Measom. Même si Roeper pense que le film perdait de son élan en explorant les minuties du canular de l'Université de Washington, et que le dernier tiers du film centré sur le sujet de la controverse sur l’identité de Jose Alvarez était discordant, Roeper a déclaré que Randi méritait une Standing ovation pour son travail et a appelé le film « un portrait honnête » de lui.

## Distinctions
- Prix du public du meilleur long métrage, 2014 AFI Docs Festival[15].